# FASER
FASER (ForwArd Search ExpeRiment) — один из девяти экспериментов в области физики элементарных частиц, которые проводятся в 2022—2023 годах на Большом адронном коллайдере в ЦЕРН. Цель эксперимента — поиск новых лёгких и слабосвязанных элементарных частиц, а также обнаружение и изучение взаимодействий нейтрино высоких энергий внутри коллайдера. В марте 2023 года FASER сообщил о первом наблюдении нейтрино.
Эксперимент проводится в служебном туннеле TI12, который находится на 480 м ниже по течению от точки взаимодействия, используемой в эксперименте ATLAS. Этот туннель ранее использовался для ввода пучка из SPS в ускоритель LEP. В этом месте эксперимент FASER помещается в интенсивный и сильно коллимированный пучок как нейтрино, так и возможных новых частиц. Кроме того, он защищен от ATLAS примерно 100 метрами камня и бетона, что обеспечивает низкий уровень фоновой среды. Эксперимент FASER был одобрен в 2019 году. Детектор был построен в течение следующих двух лет и установлен в 2021 году. Эксперимент начал собирать данные в начале запуска 3 LHC летом 2022 года.

## Новые изыскания
Основная цель эксперимента FASER — поиск новых лёгких и слабо взаимодействующих частиц, которые ещё не были обнаружены, таких как тёмные фотоны, аксионоподобные частицы и стерильные нейтрино. Если эти частицы достаточно лёгкие, они могут рождаться в редких распадах адронов. Таким образом, такие частицы будут преимущественно образовываться в прямом направлении вдоль оси столкновения, образуя сильно коллимированный пучок, и могут унаследовать большую часть энергии протонного пучка LHC. Кроме того, из-за их небольших связей с частицами стандартной модели и больших ускорений эти частицы являются долгоживущими и могут легко перемещаться на сотни метров, не взаимодействуя, прежде чем распадутся на частицы стандартной модели. Эти распады приводят к эффектному сигналу, появлению высокоэнергетических частиц, которые FASER может обнаружить.
В марте 2023 года коллаборация FASER сообщила о своих первых результатах поиска тёмных фотонов. В данных 2022 года не было обнаружено сигнала, соответствующего тёмному фотону, и были установлены ограничения на ранее неограниченное пространство параметров.

## Физика нейтрино
LHC является коллайдером частиц с самой высокой энергией, построенным до сих пор, и, следовательно, также источником самых энергетических нейтрино, созданных в контролируемой лабораторной среде. Действительно, столкновения на LHC приводят к большому потоку высокоэнергетических нейтрино всех ароматов, которые сильно коллимируются вокруг оси столкновения пучка и проходят через место FASER.
В 2021 году коллаборация FASER объявила о первом обнаружении кандидатов на коллайдерные нейтрино. Данные, использованные для этого открытия, были собраны небольшим пилотным детектором эмульсии с массой мишени 11 кг. Детектор был размещён в служебном туннеле TI18, а данные собирались всего за четыре недели во время запуска LHC 2 в 2018 году. Хотя этот результат не является открытием коллайдерных нейтрино, он подчёркивает потенциал и осуществимость проведения специальных экспериментов с нейтрино на БАК.
В марте 2023 года коллаборация FASER сообщила о первом наблюдении коллайдерных нейтрино. Для этого они искали события, при которых в центральной части объёма детектора FASERv возникает трек с высоким импульсом, а в самых верхних вето-слоях отсутствует активность, как и ожидалось от взаимодействия мюонных нейтрино. Этот поиск был выполнен с использованием только компонентов электронного детектора.
Для более подробного изучения этих взаимодействий нейтрино FASER также содержит специальный поддетектор FASERv (произносится как FASERnu). Ожидается, что в течение номинального времени работы в несколько лет FASERν зарегистрирует около 10 000 нейтрино. Эти нейтрино обычно имеют энергию в масштабе ТэВ, что позволяет FASERv изучать их взаимодействия в режиме, в котором они в настоящее время не ограничены.
FASERnu сможет исследовать следующие области физики:
1. FASERv будет измерять сечения взаимодействия нейтрино с ядром для всех трёх ароматов нейтрино в энергетическом масштабе ТэВ. Обладая способностью идентифицировать аромат нейтрино, он позволит проверить универсальность аромата лептона в рассеянии нейтрино.
2. FASERv сможет увидеть наибольшее количество взаимодействий тау-нейтрино, что позволит более подробно изучить эту неуловимую частицу.
3. FASERv будет проводить очень точные измерения взаимодействий мюонных нейтрино в энергетическом масштабе, никогда ранее не исследовавшемся. Эти измерения позволят изучить структуру протона и ограничить функции распределения партонов.
4. Нейтрино в FASERv в основном образуются при распаде пионов, каонов и очарованных адронов. Таким образом, измерение потоков нейтрино позволяет ограничить рождение этих частиц в кинематическом режиме, который недоступен для других экспериментов на LHC. Это даст новые ключевые данные для экспериментов по астрофизике элементарных частиц.

## Детектор

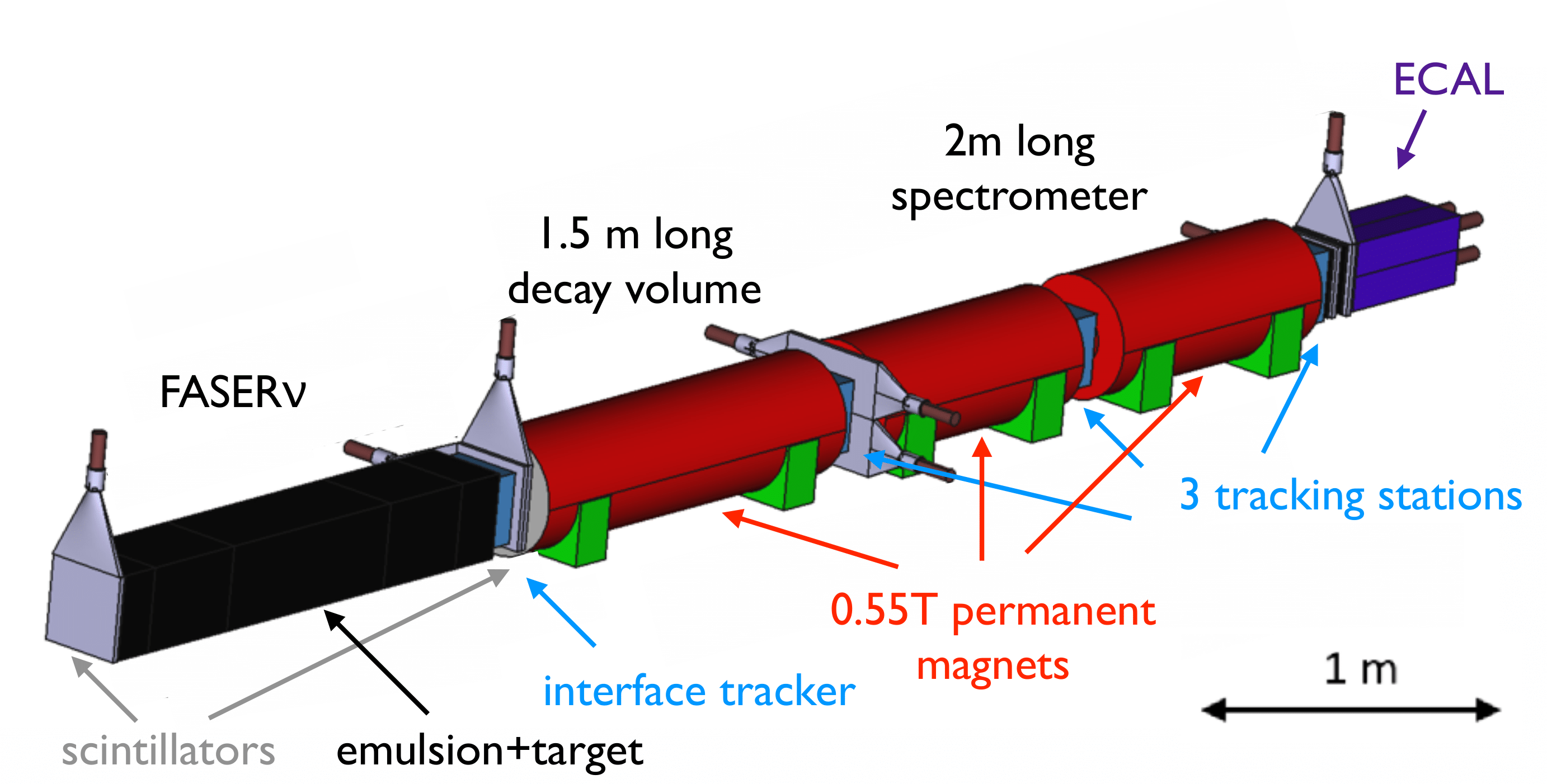
Схема детектора FASER

На переднем конце FASER расположен детектор нейтрино FASERν. Он состоит из множества слоёв эмульсионных плёнок, чередующихся с вольфрамовыми пластинами в качестве материала-мишени для взаимодействия нейтрино. За FASERν и на входе в основной детектор находится вето заряженных частиц, состоящее из пластиковых сцинтилляторов. За ним следуют пустой объём распада длиной 1,5 метра и спектрометр длиной 2 метра, которые помещаются в магнитное поле 0,55 Тл . Спектрометр состоит из трёх станций слежения, состоящих из слоёв прецизионных кремниевых ленточных детекторов, для обнаружения заряженных частиц, образующихся при распаде долгоживущих частиц. В конце находится электромагнитный калориметр.